# Родион Кеметару
Родион Кеметару (рум. Rodion Cămătaru; Стрехаја, 22. јун 1958) бивши је румунски фудбалер.

## Каријера
Играо је за млађе категорије клуба Прогресул из Стрехаје. Дебитовао је 1974. године за екипу Универзитатеу из Крајове, у којој је провео дванаест сезона, играо на 288 првенствених утакмица. Већину времена проведеног у клубу, био је стандардни првотимац.
Својом игром за овај тим привукао је пажњу представника стручног штаба Динама из Букурешта, у који је прешао 1986. године. Играо је за тим из Букурешта наредне три сезоне. Док је играо за Динамо Букурешт, такође је био стандардни првотимац. Године 1987. добио је Златну копачку као најбољи стрелац националних фудбалских првенстава земаља из асоцијације УЕФА.
Током сезоне 1989/90, бранио је боје белгијског клуба Шарлроа. Године 1990. прешао је у холандски клуб Херенвен, где је играо три сезоне. Играчку каријеру фудбалера завршио је 1993. наступима за Херенвен.
Године 1978. дебитовао је у званичним утакмицама за репрезентацију Румуније. Као део репрезентације учествовао је на Европском првенству 1984. у Француској и Светском првенству 1990. у Италији.

## Успеси

### Клуб
Универзитатеа Крајова
- Прва лига Румуније: 1979/80, 1980/81.
- Куп Румуније: 1976/77, 1977/78, 1980/81, 1982/83.

### Индивидуални
- Најбољи стрелац Прве лиге Румуније: 1986/87.
- Златна копачка: 1986/87.